# МФК Скалица
МФК „Скалица“ (на словашки: Mestský futbalový klub Skalica) е футболен клуб от едноименния град Скалица, Словакия.
Играе домакинските си мачове на „Градския стадион“ с капацитет за 3 000 зрители. Основан през 1920 година.

## Промоция във Фортуна лига
Скалица достига до Фортуна лига въпреки загубата с 0:2 от Земплин (Михаловце) във финалния мач на „ДОКСбет лига“ на 13 юни 2015 г. . Те предизвикват супер изненада, осигурявайки си второто място в лигата и първата си историческа промоция в най-високото футболно ниво в Словакия. Другият влизащ е „Земплин“.

## Предишни имена
| Години    | Име                                                                                    |
| --------- | -------------------------------------------------------------------------------------- |
| 1920-1945 | ШК Скалица ŠK Skalica (Športový klub Skalica)                                          |
| 1945-1953 | Сокол Текла Скалица Sokol Tekla Skalica                                                |
| 1953-1963 | ДШО Татран Скалица DŠO Tatran Skalica (Dobrovoľná športová organizácia Tatran Skalica) |
| 1963-1990 | ТЙ ЗВЛ Скалица TJ ZVL Skalica (Telovýchovná jednota Závody na výrobu ložísk Skalica)   |
| 1990-2006 | ШК Скалица ŠK Skalica (Športový klub Skalica)                                          |
| 2006-     | ТЙ ЗВЛ Скалица MFK Skalica (Mestský futbalový klub Skalica)                            |

## Успехи
- Шампионат на Словакия:
  - 9-то място (2): 2023/24, 2024/25
- Суперкупа на Словакия:
  -  Финалист (1): 2016/17
- Втора дивизия:
  -  Шампион (1): 2022/23
- Трета дивизия:
  -  Шампион (1): 2018/19 (Лига Изток)